# Ford Escort (Europa)
O Escort foi um automóvel de segmento C criado pela secção da Ford Anglo-Germânica.
A geração MK1 foi produzida de 1968 a 1974, na Europa, com carroceria arredondada remetendo ao estilo da época. Tinha tração traseira e estava equipado com motores 1.1 e 1.3. Em 1969 surgiu a versão RS 1600, que produzia 120 cv. Em 1973 surgiu a versão RS 2000 com 100 cv, motor pinto 2L.
A geração MK2 foi produzida de 1975 a 1979, na versão Ghia e Mexico, ambas de motores 1.6 e também com as versões esportivas RS 1600, RS 1800, RS 2000.
O Ford Escort RS foi utilizado como Safety Car na Fórmula 1, em 1992 e 1993. Nos GPs da França e Grã-Bretanha desses anos, o carro que ficou de prontidão foi um Ford Escort de quinta geração, equipado com um motor 2.0 4-cilindros dianteiro de 220 cv, desenvolvido pela Cosworth, o hatchback possuía tração integral e alcançava 240 km/h. Ele só apareceu para o público na 32ª volta da edição de 93 da etapa britânica, graças a um acidente provocado por Luca Badoer.
Eleito pela Revista Autoesporte o Carro do Ano de 1984.

## Escort no Brasil
No Brasil foram lançadas apenas as gerações conhecidas como MK3, MK4, MK5, MK5,5 e MK7.
A primeira chegou ao mercado no segundo semestre de 1983 com as versões básica, L, GL, Ghia em 2 e 4 portas e XR3. Todas contavam com o motor CHT de 1,6 litros e câmbio de 5 velocidade, exceto a versão básica que utilizava o motor CHT de 1.3 litros, como opcional e câmbio de 4 velocidades, com opção entre gasolina e álcool para todos os modelos e apenas álcool no XR3.
Pioneiro em várias tecnologias, como os amortecedores pressurizados (1986), os de controle eletrônico (série Formula, 1991), o "check-control", os tanques de combustível em polipropileno (1987), sem contar ser o pioneiro no lançamento de carros com 2 e 4 portas em simultâneo (1983), o Escort introduziu no Brasil com seu modelo XR3 a onda dos "pocket-rockets", ou pequenos carros com visual esportivo e melhor desempenho. Em resposta, outras fábricas lançaram o Volkswagen Gol GT (segue GTS, GTI, e GTI 16v), Fiat Uno 1.5R (segue 1.6R e 1.4 turbo) e Chevrolet Monza S/R (segue Chevrolet Kadett GS, GSI e Sport). Sendo que em 1985 surge a versão Laser, era um Escort XR3 com pequenos detalhes que o diferenciavam dos demais modelos. Seu interior igual do XR3 normal (a única diferença o filete dos bancos, no XR3 normal era vermelho e no Laser o filete era azul). Era produzido exclusivamente na cor branca com rodas de aro 14" de aço pintadas de preto (seu desenho tinha um círculo maior e outro menor intercalados) cobertas pelas calotas brancas importadas diretamente da Alemanha (caríssimas, realmente custavam mais que as rodas de liga e eram difíceis de se encontrar até na concessionária), tinha um par de filetes na lateral (um vermelho e um azul), que antes do final da lateral tinham a inscrição "LASER" também em azul e vermelho intercalado e o emblema "ESCORT XR3" na tampa do porta malas era azul. Vinha com a inscrição E.XR3-LAS na frente.
O Escort XR3 também foi o pioneiro na reintrodução (em 1985) de um automóvel conversível "de fábrica", coisa que o Brasil não tinha desde o fim da produção do Volkswagen Karmann Ghia conversível em 1970. Mas o preço do XR3 era proibitivo devido ao processo quase artesanal de fabricação, constituído por várias idas e vindas entre as fábricas da Ford, em São Bernardo do Campo, e da Karmann-Ghia no mesmo município. A produção também era baixa. O encerramento da produção desta versão deu-se em 1995 com alguns carros movidos a álcool.
A versão MK4 começou a ser fabricada em 1986 como modelo 1987 e pode ser considerada uma re-estilização sobre o modelo anterior. Essa mesma geração recebeu em 1989 o motor 1,8 da Volkswagen, da linha AP, o que melhorou muito o desempenho das versões GL (como opcional) Ghia e XR3. Juntamente houve a série especial SuperSport conhecida por Benetton, cujos exemplares vinham na cor branca com frisos externos e nos bancos na cor verde, assim como o emblema traseiro, e foram os primeiros a vir com para-choques de plástico na cor do veículo, assim como os retrovisores e corpo dos faróis de milha.
Em 1989 surgia também uma versão especial do Escort L, era a L Série Especial. Era um Escort L com acabamento em tecido xadrez e detalhes como vidros verdes climatizados, pára-brisa laminado, desembaçador traseiro, volante do XR3, teto-solar, contorno lateral dos vidros em grafite, frisos vermelhos nos pára-choques e laterais, calotas, rádio toca-fitas, relógio digital e painel com conta-giros. Mais tarde em 1991 nasce o modelo LX, basicamente um meio termo entre as versões GL e Ghia, usava o motor AE 1.6, era o mesmo motor CHT usado até 1989, só mudando a nomenclatura, por também estar sendo usado na linha Gol.
No mesmo ano era lançado o Verona, um sedã três-volumes de duas portas com base no Escort. Em 1990 a VW passava a vender o Apollo, uma variação do Verona, uma das derivações criadas pela Autolatina.
A MK5 iniciou sua produção em 1992 como modelo 1993, sendo o ano de 1995 o último ano de fabricação do Escort no Brasil. No segundo semestre de 1996 a versão conhecida como modelo MK5,5 passou a vir da Argentina apenas com o capô redesenhado e com a grade oval inserida no mesmo. No final de 1993, início de 1994 foi produzida uma série especial do XR3 Cabriolet, chamado "75 Special Edition" ou "75SE" (Edição comemorativa de 75 anos da Ford), de cor preta e champagne caracterizando coloração degradê, equipada com bancos Recaro, retrovisores elétricos, capota elétrica, regulagem de altura do volante e banco do motorista, além de CD Player com equalizador digital e módulo amplificador (empregado pela primeira vez em um carro brasileiro de série no ano de 1993). Este modelo comemorativo teve apenas 175 unidades produzidas, uma para cada revendedora da Ford.
O modelo MK7, que ficou conhecido no Brasil popularmente como Escort Zetec (o mesmo nome do motor que o equipava), iniciou sua fabricação em 1996 como modelo 1997. Os modelos MK7 tinham os modernos motores Zetec 1.8 16v de 115 cv, sendo capazes de fazer de 0 a 100 em 9,6 segundos e atingir 198 km/h de velocidade máxima e o Zetec Rocam 1.6 8v de 95 cv, com menor desempenho, mas capaz de fazer a incrível média de 12 km/l na cidade e 16,25 km/l na estrada (Fonte: Ford Co.).
O último modelo do Escort foi o MK7. Com o lançamento do Ford Focus em 1998 na Europa e em 2000 no Brasil, sua produção foi encerrada em 2003.
O modelo MK6 nunca foi produzido e/ou vendido no Brasil. Era composto pela dianteira do nosso MK5,5 e a traseira do MK7, sendo o interior do MK5.

## Galeria
- Primeira geração (1967-1975)
- Segunda geração (1974-1980)
- Terceira geração (1980-1986)
- Quarta geração (1986-1992)
- Quinta geração (1990-1997)
- Sexta geração (1995-2002)